# Výsledky voleb do zákonodárných orgánů v Třebíči v roce 1990
Volby v roce 1990 do České národní rady, Sněmovny lidu Federálního shromáždění a Sněmovny národů Federálního shromáždění proběhly 8. a 9. června. Výsledky:
| Politická strana                                                                            | Sněmovna lidu | Sněmovna lidu      | Sněmovna národů | Sněmovna národů    | Česká národní rada | Česká národní rada |
| Politická strana                                                                            | Třebíč (v %)  | Okres Třebíč (v %) | Třebíč (v %)    | Okres Třebíč (v %) | Třebíč (v %)       | Okres Třebíč (v %) |
| ------------------------------------------------------------------------------------------- | ------------- | ------------------ | --------------- | ------------------ | ------------------ | ------------------ |
| Československá strana socialistická                                                         | 2,1           | 1,6                | 2,2             | 1,6                | 1,7                | 1,3                |
| Hnutí za občanskou svobodu                                                                  | 0,1           | 0,2                | 0,1             | 0,1                | -                  | -                  |
| Svobodný blok                                                                               | 0,9           | 0,6                | 2,5             | 1,3                | 0,8                | 0,5                |
| Občanské fórum                                                                              | 42,7          | 33,8               | 40,3            | 32,6               | 43,7               | 36,2               |
| Všelidová demokratická strana, Sdružení pro republiku - Republikánská strana Československa | 0,7           | 0,6                | 0,6             | 0,6                | 0,5                | 0,5                |
| Volební seskupení zájmových svazů v ČR                                                      | 0,4           | 0,5                | 0,4             | 0,5                | 0,5                | 0,5                |
| Komunistická strana Československa                                                          | 14,9          | 14,6               | 14,2            | 14,2               | 14,0               | 14,0               |
| Spojenectví zemědělců a venkova                                                             | 1,9           | 4,9                | 1,7             | 4,8                | 1,8                | 4,6                |
| Maďarské kresťansko-demokratické hnutie, Soužití                                            | 0,0           | 0,1                | -               | -                  | -                  | -                  |
| Československé demokratické fórum                                                           | 0,1           | 0,1                | 0,1             | 0,1                | 0,1                | 0,1                |
| Strana zelených                                                                             | 3,5           | 2,9                | 3,1             | 2,6                | 3,1                | 2,7                |
| Hnutí československého porozumění                                                           | 0,1           | 0,1                | 0,1             | 0,1                | -                  | -                  |
| Hnutí za samosprávnou demokracii - Společnost pro Moravu a Slezsko                          | 18,0          | 19,7               | 20,6            | 21,3               | 19,8               | 21,0               |
| Česká strana sociálně demokratická                                                          | 3,8           | 2,7                | 4,2             | 2,9                | 3,3                | 2,4                |
| Strana přátel piva                                                                          | -             | -                  | -               | -                  | 0,9                | 0,9                |
| Křesťanská a demokratická unie - Československá strana lidová                               | 10,8          | 17,6               | 10,0            | 17,3               | 9,9                | 6,4                |